# Saint-Hilaire-la-Gravelle
Saint-Hilaire-la-Gravelle là một xã thuộc tỉnh Loir-et-Cher miền trung nước Pháp.